# بانسار
بانسار (بالإنجليزية: Bansar)‏ هي مدينة من مدن نيبال. يبلغ عدد سكانها 2556 نسمة وذلك حسب إحصائيات سنة 1991.